# Johann Jacob Haid
Johann Jacob Haid (1704 – Augusta, 9 dicembre 1767) è stato un incisore tedesco.

## Biografia
Un rapporto di Paul von Stetten del 1765 identifica Johann Jacob Haid come apprendista di Johann Elias Ridinger, sebbene questa informazione possa essere fuorviante per il fatto che Ridinger non assunse mai alcun allievo con sé.
A partire dal 1735 Haid fu un prolifico incisore di maniera nera. Si conoscono circa 300 suoi ritratti, eseguiti su suoi disegni e sulla base di dipinti di altri pittori come Johann Georg Bergmüller, Jan Kupecký, Nicolas de Largillière. Gran parte delle sue opere è raccolta nella Pinacotheca Scriptorum nostra aetate literis illustrium di Johann Jacob Brucker e nel Ehrentempel der deutschen Gelehrsamkeit. Si ricordano le incisioni di soggetti vegetali che illustrano la Phytanthoza Iconographia... di Johann Wilhelm Weinmann e la Plantae selectae di Christoph Jacob Trew.
Ebbe un figlio, Johann Elias, che portò avanti la sua casa editrice.